# 雅典娜·奧納西斯·魯塞爾·德米蘭達

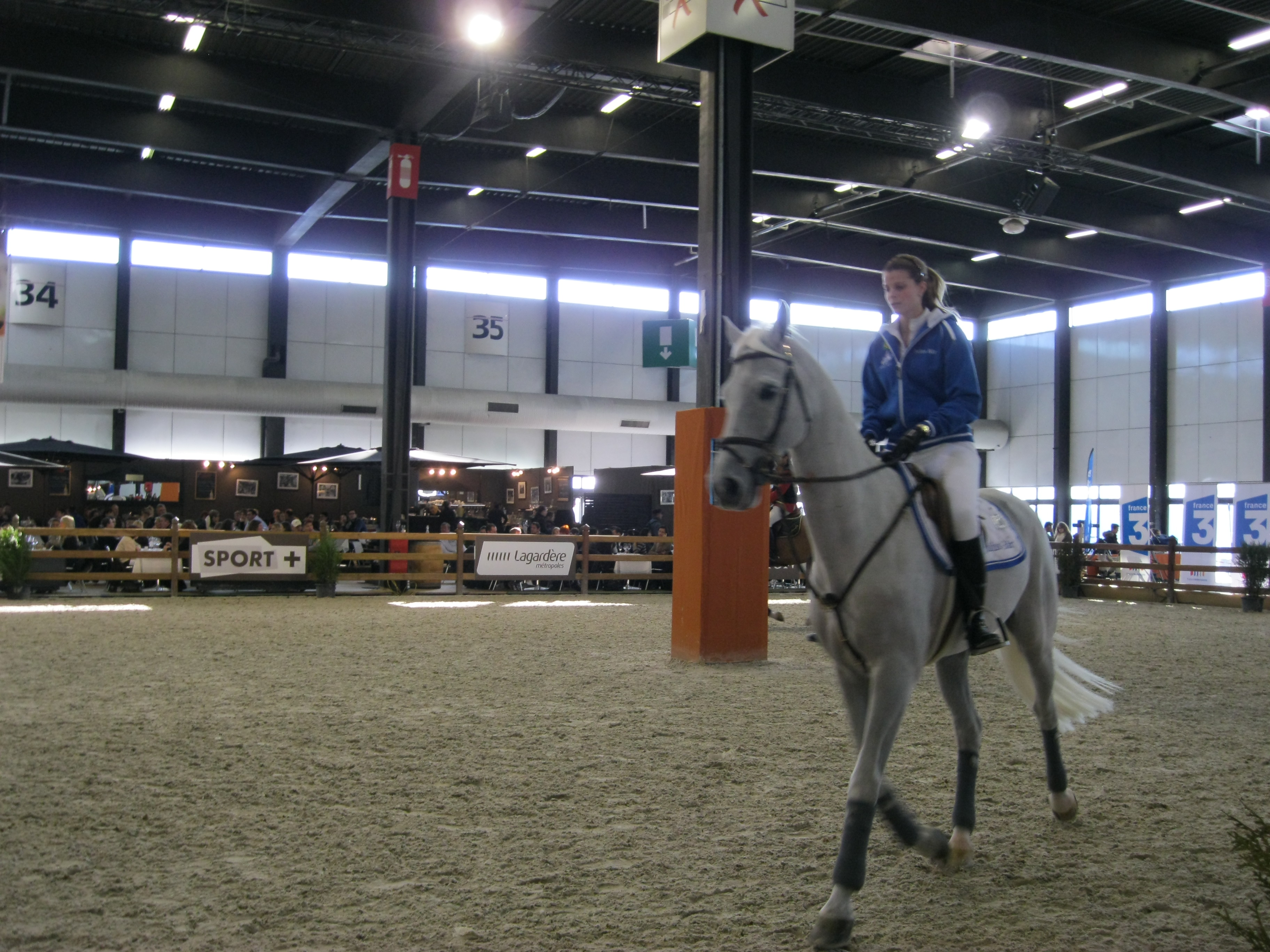
(2012)

雅典娜·奥纳西斯·鲁塞尔·德米兰达（Athina Onassis Roussel de Miranda，1985年1月29日—），生于法国塞纳河畔纳伊巴黎美國醫院，希腊船王亚里士多德·奥纳西斯的外孙女，她是亚里士多德的唯一女儿克里斯蒂娜·歐納西斯和法国商人蒂里·鲁塞尔的女儿。
1984年，经历了三次失败婚姻、雅典娜的媽媽克里斯蒂娜遇到了少年时代的男友鲁塞尔，四度披上婚纱。但鲁塞尔是个十足的花花公子，和克里斯蒂娜结婚不久就与一名瑞典模特有染。在雅典娜出生10个月后，鲁塞尔的瑞典女友就为鲁塞尔生下一个儿子。因此克里斯蒂娜与鲁塞尔结婚两年半后宣布离婚。
2003年，雅典娜18岁成年时顺利继承了3.2亿英镑（约合6.4亿美元）遗产，2005年12月3日在巴西圣保罗与32岁的巴西马术师阿尔瓦罗·德米兰达·内托结婚，婚後育有兩個孩子，可是內托和雅典娜在2017年離了婚。